# Courcelette
Courcelette település Franciaországban, Somme megyében. Lakosainak száma 151 fő (2022. január 1.). Courcelette Miraumont, Martinpuich, Le Sars, Contalmaison, Grandcourt, Pozières és Pys községekkel határos. A település közelében áll a Regina Trench katonai temető, amelyben az első világháborúban a környéken elesett nemzetközösségi katonák nyugszanak.

## Népesség
A település népességének változása:
| Lakosok száma | 147  | 151  | 154  | 154  | 154  | 155  | 154  | 152  | 151  |
|               | 2013 | 2015 | 2016 | 2017 | 2018 | 2019 | 2020 | 2021 | 2022 |